# Каменевы
Каменевы — древний дворянский род.
В Гербовник внесены две Фамилии:
1. Каменевы-Любавские, владевшие недвижимым имением (1628).
2. Каменевы, потомки Федосея Петровича Каменевы, жалованного поместьями (1654)[1].

Род внесён в VI часть дворянской родословной книги Рязанской и Курской губерний, а также иные части Нижегородской и С-Петербургской губерний.

## История рода
Дмитрий, Иван и Василий Фёдоровичи Каменевы владели поместьями: деревня Рождественка, селище На Лунёве и другими в Нюховском стане Тульского уезда (до 1519). Ляпун Останин Каменев владел поместьем в Рязанском уезде (до 1544). Во время 2-го похода Стефана Батория к Торопцу погиб Первый Каменев (сентябрь 1580). Толмач Своитин Дмитриевич и Фёдор Семёнович владели поместьями в Зубцовском уезде (1594-1597).
Илья Мещеринович и Своитин Каменевы были в числе московских осадных сидельцев, за что получили вотчины (1618). Федосей Петрович Каменев, потомок Терентия Ивановича Каменева, казацкого сотника г. Курска, дворянина, на 1595 год, служил полковым сотенным головою и воеводой (1654).

## Описание гербов

#### Герб. Часть VII. № 105.
Герб рода Каменевых:  щите, имеющем голубое поле, изображён золотой крест под серебряной подковой, а на поверхности креста птица с перстнем во рту. Щит увенчан дворянским шлемом и короной, на которой находится в щите означенная птица с перстнем во рту. Намёт на щите голубой, подложенный золотом. Щитодержатели: два грифа. Герб утверждён и внесён в Общий гербовник дворянских родов Российской Империи 4 октября 1803 года, часть 7, 1-е отд., стр. 105 по прошению от 31 марта 1802 года генерал-майора и кавалера Сергея Андреевича Каменева.

#### Герб. Часть X. № 44
Герб рода Каменевых-Любавских: щит разделён горизонтально на две части, из которых в верхней части, в голубом поле, находится шестиугольная золотая звезда, в правой стороны которой — серебряная луна, обращённая рогами в правую сторону, а с левой — серебряный крест. В нижней части, в серебряном поле, воин на коне, скачущий в левую сторону. Щит увенчан дворянским шлемом и короной с тремя страусовыми перьями. Намёт на щите голубой, подложенный серебром.

## Известные представители
- Каменев Сидор Петрович - московский дворянин (1681), стольник (1688-1692).
- Каменев Федосей Петрович - стряпчий (1683-1692), стольник (1694).
- Каменев Максим Петрович - московский дворянин (1692)[8].
- Каменев, Лев Львович (1834—1886) — русский художник.
- Каменев, Сергей Сергеевич (1881—1936) — советский военный деятель, главнокомандующий РККА (1919—1924)